# Liste der Burgen, Schlösser und Ansitze in Tirol

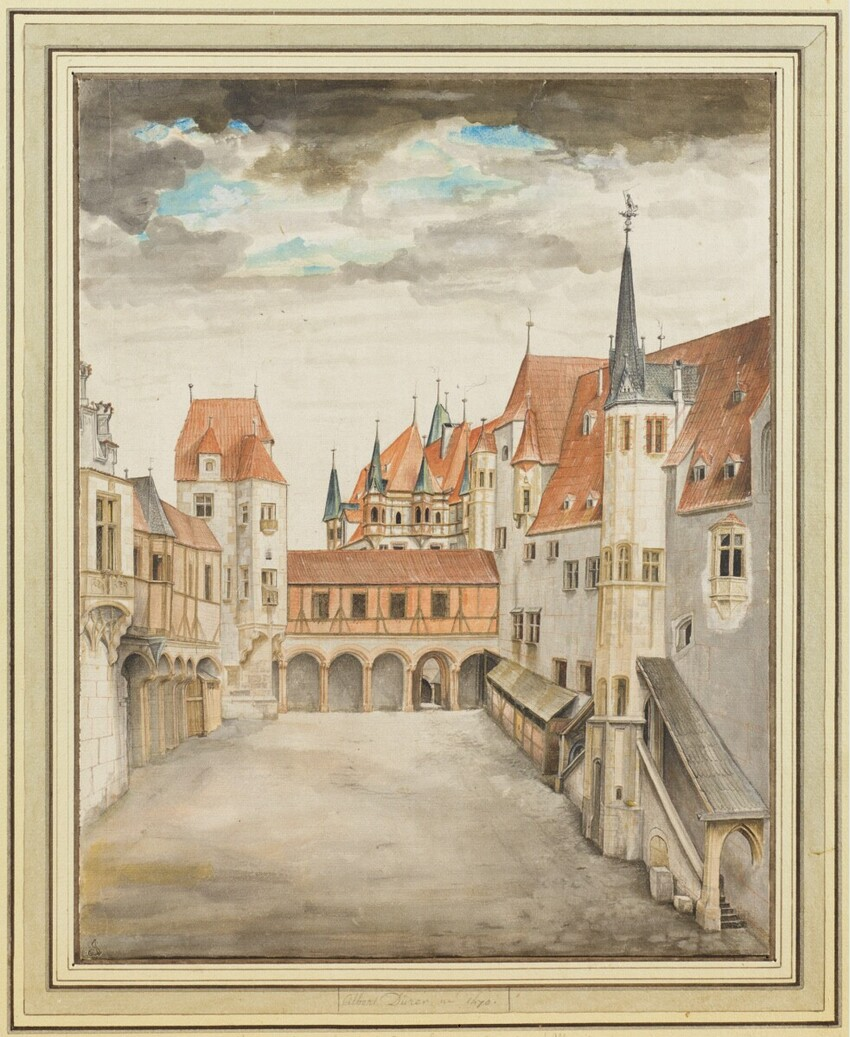
Hofburg in Innsbruck, 1495 (Albrecht Dürer)

Diese Liste enthält  Burgen und Schlösser B, b, Wohntürme T, t, Ansitze A, a und Burgruinen R, r in Tirol (heutiges Bundesland in Österreich) nach Orten. Einige Festungen, Bischofs-Residenzen, Palais P und Villen V, v, die Edelsitze waren, sind auch enthalten. Soweit bekannt sind auch die Adelsgeschlechter, welche in den Gebäuden ihren Sitz hatten, in die Liste aufgenommen.
Bei denkmalgeschützten Objekten ist der Gebäudetyp (Typ) mit Großbuchstaben, bei nicht denkmalgeschützten Objekte mit Kleinbuchstaben geschrieben.
Die Liste ist anhand der Tiroler Denkmalschutzliste erstellt worden.
Zu den Südtiroler Bauten siehe: Liste der Burgen, Schlösser und Ansitze in Südtirol

## Liste
| Name                                             | Gemeinde                | Typ | Zeitraum          | Geschlechter | Anmerkung |
| ------------------------------------------------ | ----------------------- | --- | ----------------- | --- | --- |
| Krippach                                         | Absam                   | B   | 13. Jh.–heute     | Kripp von Krippach | zuerst Obristmairhof, Verwaltungssitz für das Stift Augsburg |
| Melans                                           | Absam                   | A   | um 1300–heute     | Vegler, Fieger, Zott, Riccabona | Kapelle 1516 geweiht, im 19. Jh. ausgebaut |
| Allmayer-Beck                                    | Aldrans                 | A   |                   | | Anmerkung: gleich neben Landhaus bei Bahnhofweg 2 |
| Brandthausen Brandhausen                         | Aldrans                 | A   | 16. Jh.–heute     | Prantl, Messerschmid, Peterlunger, Neupauer | auch Brandlhof, 1312 erwähnt, 1579 zu Edelsitz erhoben, zum Ensemble gehört auch Kapelle                                                                                    |
| Schrattenburg                                    | Aldrans                 | A   | 1908–heute        | Schullern zu Schrattenhofen | Ansitz mit Schloss- und Burgelementen |
| Zephrys-Schlössl                                 | Aldrans                 | a A |                   | | Adresse: Dorf 28 |
| Schwanenfeld Stachler/Stacheler                  | Ampaß                   | A   |                   | Wallpach zu Schwanenfeld | ehemaliger Ansitz |
| Taschenlehen                                     | Ampaß                   | A   | 15. Jh.–heute     | | früher Lehen in der Achleite, um 1620 barockisiert, 1696 pagodenartiger Aufsatz auf Haupthaus                                                                               |
| Anras                                            | Anras                   | B   | um 1200–heute     | | Sommerresidenz der Bischöfe von Brixen bis 1803 |
| Baumkirchen                                      | Baumkirchen             | B   | 1474–heute        | Heuberger, Kripp, Damenstift Hall, Galen | heute Kloster und Jugendzentrum |
| Schindelburg                                     | Breitenbach am Inn      | r   | vor 1200–15. Jh.  | Sponheim-Ortenburg, Hochstift Regensburg, Freundsberg, Bayer. Herzöge | stark befestigte Burg, seit dem frühen 15. Jh. verfallen, heute Mauerreste                                                                                                  |
| Kreckelmoos                                      | Breitenwang             | A   |                   | | [ 4 ] |
| Grasegg                                          | Brixlegg                | a   | ?–1945            | Gras von Grasegg | 1416 erstmals genannt, Wirtshaus, Herrenhaus, 1945 zerstört |
| Lanegg                                           | Brixlegg                | B   | 1568–heute        | Faber von Lanegg | Turmartiges Schloss |
| Tufterhof                                        | Buch bei Jenbach        | A   |                   | | |
| Rottenburg                                       | Buch in Tirol           | R   | 1149–             | Rottenburg, Türndl, Lichtenstein, Tänzl, Schurff, Schidenhofen, Burgau, Wolfsthurn, Tannenberg, Enzenberg                                                                               | ab 1600 beginnender Verfall |
| Wagrain, Schloss                                 | Ebbs                    | A   | vor 1421–heute    | Ebbs, Reichertzhaimer, Baumgartner, Balthasar von Helmsdorff, Dreyling | Wohnturm und spätmittelalterlicher Wohntrakt, mehrfach umgebaut |
| Roseneck /-egg Alt- und Neuroseneck              | Fieberbrunn             | a   | 16. Jh.?          | Rosenberg | |
| Risgebäude                                       | Flaurling               | ?   |                   | | auch Ansitz Risenegg, Risschlössl; ursprünglich Jagdschloss, seit 1500 Pfarrgut                                                                                             |
| Bideneck                                         | Fließ                   | A   | 1339–heute        | Schrofenstein, Sigwein, Trautson, Heidenreich, Pach | kleine Burg, seit dem 16. Jh. fast unverändert |
| Thierburg                                        | Fritzens                | A   | um 1480–heute     | Ruml, Hölzl, Voland, Botsch, Burglechner, Weinhart, Sternbach | |
| Fügen, Schloss Bubenburg                         | Fügen                   | B   | um 1550–heute     | Keutschach, Schneeweiß, Fieger, Dönhoff, | Wohnturm, um 1700 zu Barockschloss erweitert, bis 2014 Knabeninternat bzw. Jugendhilfseinrichtung                                                                           |
| Vellenberg                                       | Götzens                 | R   | um 1200–um 1700   | Andechs, Vellenberg, Liebenberg, Rottenburg | 1663 wurde die Rüstkammer aufgelöst |
| Burg Lueg am Brenner                             | Gries am Brenner        | x   | vor 1241–1867     | | 1809 niedergebrannt, für die Brennerbahn vollständig abgebrochen |
| Hasegg                                           | Hall in Tirol           | B   | 1036–heute        | Besitz der Landesherren | Wachturm, Münzstätte und Sitz des Münzmeisters |
| Rainegg                                          | Hall in Tirol           | A   | 16. Jh.           | | |
| Sommerhaus, Ansitz                               | Hall in Tirol           | A   | vor 1630–heute    | | |
| Stubenhaus                                       | Hall in Tirol           | A   |                   | | |
| Thurnfeld                                        | Hall in Tirol           | A   |                   | | |
| Thöml-Schlössl                                   | Hall in Tirol           | A   | 16. Jh.–heute     | | Niederlassung der Jesuiten, heute Gastwirtschaft |
| Heinfels                                         | Heinfels                | B   | 7. Jh.–heute      | Grafen von Görz, Habsburger, Graben, Wolkenstein-Trostburg, Damenstift Hall | durch „Hunnen“= Awaren gegründet, 1880–1910 Kaserne, 1932 Giebelwand eingestürzt                                                                                            |
| Engelsberg                                       | Hopfgarten im Brixental | R   | um 1200–17. Jh.   | Engelsberg, Bistum Salzburg | Mauerreste |
| Rofenstein                                       | Imst                    | A   | vor 1300–heute    | Rottenburg, Egelsen, Rotenstein, Tänzl, Weitmoser, Fieger, Schurf, Grienberg, Travers, Ferrari                                                                                          | landesherrlicher Turm und Gerichtssitz oft verpfändet, heute Bezirkshauptmannschaft                                                                                         |
| Sprengenstein                                    | Imst                    | B   | ab 1250–heute     | Woertz zu Sprengenstein | heute Hotel Post |
| ehem. Volksschule                                | Imst                    | ?T  |                   | | früher Austerturm? |
| Adeliges Damenstift                              | Innsbruck               | A   |                   | | Ansitz |
| Albersheim                                       | Innsbruck               | A   |                   | Alber, Pfenning | seit 1561 Edelsitz |
| Alte Stadtburg Dankl-Kaserne                     | Innsbruck               | B   | um 1190–1854      | Andechs | Stadtburg der Grafen Andechs, dann Zeughaus, 1851/54 durch Kaserne ersetzt                                                                                                  |
| Ambras                                           | Innsbruck               | A   | 9. Jh.–heute      | Andechs, Landesherren | prächtiger Renaissancebau, heute Museum |
| Angerzell                                        | Innsbruck               | A   | vor 1550–heute    | | Ansitz 1571 erstmals genannt, Ende des 17. Jh. barockisiert |
| Ansitz in Hötting                                | Innsbruck               | A   | 1417–heute        | | der mittelalterliche Turm stürzte 1689 ein |
| Bruckfeld                                        | Innsbruck               | A   | vor 1600–heute    | | vor 1614 aus zwei älteren Häusern entstanden, spätgotisches Portal, im 18./19. Jh. umgebaut                                                                                 |
| Büchsenhausen                                    | Innsbruck               | A   | 1539–heute        | Lama | Haus bei der Gushütte, Kaffeehaus, Badeanstalt |
| Daxburg                                          | Innsbruck               | A   |                   | Daxberg?? | |
| Ettnau Malfatti-Schlößl                          | Innsbruck               | A   | vor 1693–heute    | Ettnau | barockes Palais, im 19. Jh. umgebaut, Sitz der Pfleger der Herrschaft Sonnenburg                                                                                            |
| Palais Fugger-Taxis                              | Innsbruck               | P   | 1679–heute        | Fugger, Welsperg, Thurn und Taxis | barockes Stadtpalais, heute Verwaltungsgebäude und Museum |
| Gasthaus zum Riesen Haymon Ansitz Augenweidstein | Innsbruck               | A   | 15. Jh.–heute     | ? | aus Bauernhof vom 15. Jh. wurde 1679 ein hochbarocker Ansitz, 1803 aufgestockt, ab 1840 Gasthof                                                                             |
| Villa Hebenstreit                                | Innsbruck               | V   | 1900–heute        | Hebenstreit | für den Statthaltereivizepräsidenten Benedikt Ritter von Hebenstreit erbaut, dann Kloster, heute ?                                                                          |
| Hofburg                                          | Innsbruck               | B   | 14. Jh–heute      | Habsburger bzw. Landesherren | ehemalige Burg, dann zu Schloss ausgebaut |
| Innstraße 23a                                    | Innsbruck               | A   | 16. Jh.–          | | Stöckl beim Seifensiederhaus, barockisiert |
| Kolbenturm Karlsburg                             | Innsbruck               | A T | 13. Jh.–heute     | Kolb, Landesherren, Schurf zu Schönwer, Sarnthein | Torturm, Wohnturm der Kolb, Hofspital, seit 1608 Edelsitz Karlsburg |
| Liebenegg                                        | Innsbruck               | A   | 1601–heute        | | 1476 genanntes Gut, 1601 um- und ausgebaut, um 1700 und 1825 umgebaut |
| Lichtenthurn (Schneeburgschlössl)                | Innsbruck               | A   | ?–heute           | | zwei gotische Ansitze in Hötting, 1588 zum Edelsitz erhoben, im Barock verbunden                                                                                            |
| Leopardisschlössl                                | Innsbruck               | v   | 16. Jh.?–heute    | Laubenberg, Leoparth, Landesherren, Althann, Egger | 1960 stark umgebaut, heute Studentenheim |
| Palais Lodron Greilhaus                          | Innsbruck               | A   | ?–heute           | Lodron | 1774 anstelle von zwei Häusern errichtetes Rokokopalais, dann im Besitz des Bürgermeisters Greil (Greilhaus)                                                                |
| Löwenhaus Böhmisches Lusthaus                    | Innsbruck               | A   | vor 1628–heute    | | als Lusthaus erbaut, ab 1717 als Brauerei verwendet, dann Wohnhaus |
| Neuhof Goldenes Dachl                            | Innsbruck               | A   | 1420–heute        | Landesherren | als Ansitz Neuhof erbaut, 1500 um den Erker erweitert, heute Sitz der Alpenkonvention und Museum                                                                            |
| Malfatti-Schlössl                                | Innsbruck               | A   | vor 1693–heute    | Ettnau | barocker Ansitz der Ettnau, dann bis 1806 Amtssitz der Pfleger der Herrschaft Sonnenburg                                                                                    |
| Mentlberg                                        | Innsbruck               | A   | nach 1300–heute   | Mentlberg, Zott, Heidenreich, Khuepach, Tröstl, Spaur, d’Orléans | aus Meierhof mit Turm des Klosters Wilten entstand um 1500 ein Edelhof, heute Schüler- und Lehrlingsheim                                                                    |
| Ottoburg                                         | Innsbruck               | T   | vor 1460–heute    | Landesherren, Anhalt. | spätgotischer Wohnturm, mehrfach um- und ausgebaut, heute Restaurant |
| Palais Pfeiffersberg                             | Innsbruck               | A   |                   | | |
| Rathaus-Palais Künigl                            | Innsbruck               | P   | nach 1700–heute   | Künigl | Anfang des 18. Jh. aus drei Häusern von J. M. Gumpp d. Ä. errichtetes Barockpalais, dann Hotel, seit 1897 Rathaus, um 2000 moderne Erweiterung durch D. Perrault            |
| Rauschenstein                                    | Innsbruck               | A   | 16. Jh.–heute     | | spätgotische Teile, Färberei, 1871/72 umgebaut |
| Rainfels                                         | Innsbruck               | A   |                   | | Innstraße 17 |
| Rizol                                            | Innsbruck               | A   | vor 1538–heute    | | 1538 um- oder neu erbaut, 1706 mit benachbartem Ansitz Grabenstein zu Schloss Mühlau vereint                                                                                |
| Sternbach Schloss Grabenstein                    | Innsbruck               | A   | vor 1470–heute    | | 1470 um- und ausgebaut, 1706 mit benachbartem Ansitz Rizol zu Schloss Mühlau vereint                                                                                        |
| Sonnenburg                                       | Innsbruck               | A   |                   | | in Wilten |
| Sonnenheim                                       | Innsbruck               | A   |                   | | |
| Sternbach                                        | Innsbruck               | A   |                   | | |
| Palais Sarnthein                                 | Innsbruck               | A   |                   | | barocker Bau? |
| Schlandersbergeck                                | Innsbruck               | A   |                   | | |
| Palais Tannenberg-Enzenberg                      | Innsbruck               | A   | 1. Jh.–heute      | | |
| Palais Trapp                                     | Innsbruck               | P   | 1625–heute        | Wolkenstein, Trapp | als Wolkenburg von Frh. von Wolkenstein errichtet, 1700 barockisiert, seit 1804 im Besitz der Grafen Trapp                                                                  |
| Palais Troyer-Spaur                              | Innsbruck               | B   | 1. Jh?–heute      | Troyer, Spaur | anstelle zweier gotischer Häuser um 1680 von J. M. Gumpp d Ä. errichtetes Barockpalais                                                                                      |
| Tschonerhaus                                     | Innsbruck               | B   | 16. Jh.?–heute    | Altstetter, Rost, Enzenberg | im Barock aus zwei Häusern errichtet, eines davon gehörte 1588 Hofkanzler Altstetter                                                                                        |
| Palais Wolkenstein                               | Innsbruck               | P   | 1613–heute        | Wolkenstein | aus mehreren Häusern wurde 1613 ein Gebäude, 1712 zum Palais umgebaut |
| Palais Enzenberg                                 | Innsbruck               | P   | nach 1700–heute   | Enzenberg? | statt zwei gotischen Häusern zw. 1690 und 1744 erbaut |
| Weiherburg                                       | Innsbruck               | A   | um 1460–          | Tänzl, Landesherrn, Hausen, Langenmantel | spätgotischer Ansitz, heute Veranstaltungsgebäude der Stadt |
| Widum Mühlau                                     | Innsbruck               | A   | vor 1501–heute    | Lodron | 1501 Ansitz Ehrentreytz, Anfang 18. Jh. Sommersitz der Lodron, dann Widum und Schule                                                                                        |
| Windegg Palais Stachelburg                       | Innsbruck               | A P | 16. Jh.–heute     | Stachelburg | Ansitz aus 16. Jh. um 1730 zu Palais umgebaut |
| Ansitz Inzing Schlössl                           | Inzing                  | A   |                   | Eben, Pitrich, Völs | im 13. Jh. Turm der Eben, im 19. Jh. romantisch verändert |
| Wallenstein                                      | Iselsberg-Stronach      | R   | 13. Jh.–heute     | | |
| Itter                                            | Itter                   | B   | vor 1241–heute    | Freundsberg | um 1880 wurde auf den Burgresten ein Schloss erbaut, heute Wohngebäude |
| Berneck                                          | Kauns                   | R   | vor 1225–         | Berneck, Anneberg, Kripp, Rasp, Tänzl, Zott, Fieger, Rassler, Pach | Höhenburg, die ab 1870 immer mehr verfiel, ab 1977 renoviert |
| Lotterhof                                        | Kematen                 | A   | um 1500–heute     | | spätgotischer Hof, um 1700 umgebaut |
| Spitzenstein                                     | Kematen                 | A   | 16. Jh.–heute     | Völs, Spaur | Ansitz, 1709 umgebaut |
| Falkenstein                                      | Kirchberg               | R   |                   | | Burgruine |
| Lebenberg                                        | Kitzbühel               | B   | vor 1500–heute    | Reichertsheimer, Vinsterwalder, Jänisch, Lang von Wellenburg, Ungnad, Lamberg, Schlick                                                                                                  | Wohnturm, heute Hotel |
| Kaps, Schloss                                    | Kitzbühel               | B   |                   | | |
| Pfleghof                                         | Kitzbühel               | B   |                   | | Jochberger Tor |
| Alt-Rettenberg                                   | Kolsassberg             | r   | vor 1300–vor 1500 | Rottenburg, Waldauf | ab 1492 abgebrochen da Neu-Rettenberg gebaut wurde// kein Denkmalschutz? |
| Neu-Rettenberg                                   | Kolsassberg             | R   | um 1500–          | Waldauf, Wolkenstein, Gienger, Puchheim, Kolowrat, Landau, Dücker, Fieger, Lochau | Kapelle 1506 geweiht, Verfall im 18. Jh., 1810 großteils abgetragen |
| Achenrain                                        | Kramsach                | B   | 1655–heute        | Aschauer von Lichtenturn, Taxis-Bordogna | Barockschloss |
| Hohenstaffing                                    | Kufstein                | ?   | um 1900           | | historistisches Hotel |
| Festung Kufstein                                 | Kufstein                | B   | 1205–heute        | Regensburger Bischöfe, Landesherren, | mittelalterliche Festung, dann Gefängnis, heute Museum und Veranstaltungsort                                                                                                |
| Thierberg                                        | Kufstein                | R   | um 1250–heute     | Freundsberg, Landesherren, Bayer. Herzöge, Liechtenstein, Tyerberg, Millau zu Weidenburg                                                                                                | kleine Burg, nach 1450 verfallen, nach 1583 Palas wieder aufgebaut |
| Ansitz Achenfeld                                 | Kundl                   | a   |                   | | vor rund 40 Jahren errichtete „Burg“ |
| Kundlburg Kuntlburg                              | Kundl                   | R   | vor 1213–16. Jh.  | Bischof von Regensburg, Bairische Herzöge, Kundl, Kummersbruck, Thorer | Burg verfiel ab 15. Jh./Mitte des 16. Jh. |
| Laudegg                                          | Ladis                   | R   | vor 1239–         | Laudeck | Wohnturm 1406 zerstört, später teilweise wieder aufgebaut |
| Schönwörth                                       | Langkampfen             | B   | um 1360           | Freundsberg, Ebbs, Praun, Ilsung, Schurff, Stachlburg, Crosina, Cloz | Turm, Anbauten aus dem 19. Jh. |
| Gerburg                                          | Landeck                 | A   | 16./17. Jh.–heute | | Ansitz, ab 1779? sicher ab 1840 Gerichtssitz |
| Kronburg                                         | Landeck                 | R   | 1380–             | Starkenberg, Landesherren, Rindsmaul, Fieger | ab 1860 im Besitz mehrerer Schwesternorden |
| Landeck, Schloss                                 | Landeck                 | B   | vor 1300–heute    | Landesherren, Gienger | ab 1840 Kaserne, heute Museum |
| Burgruine Lavant Trettenstein                    | Lavant                  | r   | um 1200–um 1400   | Lavant | wenige Reste am Kirchhügel |
| Lienzer Klause                                   | Leisach                 | R   | vor 1240–heute    | Bischöfe von Brixen, Grafen von Görz | ab 1782 aufgelassen |
| Ansitz Felsenheim                                | Lermoos                 | A   | 1575—heute        | | |
| Ansitz Dietrich                                  | Lermoos                 | A   | ?—heute           | | |
| Angerburg                                        | Lienz                   | A   | 14. Jh.–heute     | Staudach | Ansitz der Herren von Staudach, in den 1960er Jahren stark verändert |
| Bruck, Burg                                      | Lienz                   | A   | 1252-heute        | Grafen von Görz, Landesherren, Graben, Wolkenstein | bis 1500 Wohnsitz der Görzer Grafen, heute Museum |
| Liebburg                                         | Lienz                   | B   | vor 1608–heute    | Wolkenstein, Landesherren, Damenstift Hall | Wohnschloss der Wolkenstein-Rodenegg statt Schloss Bruck, heute Rathaus |
| Mariastein Burg auf dem Stayn                    | Mariastein              | B T | um 1360–heute     | Freundsberg, Bayerische Herzöge, Ebbs, Ilsung, Schurff, Stachelburg, Crosina, Cloz | ursprünglich Burg Stein, durch Marienwunder Wallfahrtsort, heute Museum (mit Tiroler Landesinsignien)                                                                       |
| Arnholz Narrenholz, Nornholz                     | Matrei am Brenner       | B   | vor 1257–heute    | Matrei, Freundsberger, Streun, Annenberg, Stewesen und Schlandersberg, Trautson, Spaur, Fieger, Neydegg, Pock von Arnholz                                                               | Höhenburg Narrenholz, seit 1597 Arnholz, viele Um- und Zubauten |
| Ballenhaus                                       | Matrei am Brenner       | A   | 1471–heute        | Heyerling (Heuerling) | auch Ballhaus; gotischer Bau, 16. und 17. Jh. Rathaus, heute Gasthaus |
| Latschburg                                       | Matrei am Brenner       | A   | um 1710–heute     | Voglmayr, Triangi, Stolz zu Latschburg, Woertz zu Sprengenstein | barocker Edelsitz vom Martin Fuchs aus einer Sennhütte erbaut |
| Raspenbühel                                      | Matrei am Brenner       | r?  | vor 1332–         | Stöckl, Rasp, Trautson | um 1400 wird vom Raspen bühel (Burghügel) gesprochen |
| Burg Trautson                                    | Matrei am Brenner       | B   | um 1221–1945      | Landesherren, Matrei, Trautson, Stamp, Haidenreich von Pidenegg, Auersperg | Wohnturm mehrmals erweitert, 1945 von Bomben zerstört (Nähe zur Brennerbahn), dann neues Wohngebäude errichtet                                                              |
| Vogelbühel                                       | Matrei am Brenner       | r?  | nach 1150–        | Andechs, Matrei, Neuffen | heute nur mehr geringe Reste vorhanden |
| Lasserhof                                        | Matrei in Osttirol      | A   | vor 1160–heute    | Lasser von Zollheim | |
| Kienburg                                         | Matrei in Osttirol      | R   | um 1000?–1579     | Grafen von Lechsgemünd, Stift Salzburg, Kienburg | durch Brand 1579 zerstört, 1945 durch Bombe schwer beschädigt |
| Weißenstein                                      | Matrei in Osttirol      | B   | vor 1160–heute    | Grafen von Lechsgemünd, Bischof von Salzburg | auch Burg Matrei, Sitz der Salzburger Pfleger, Verfall, nach 1864 historistisch erneuert                                                                                    |
| Freundsheim                                      | Mieming                 | A   | vor 1769–heute    | | ehemaliger Meierhof |
| Schneeburg                                       | Mils bei Hall           | A   | 1553–heute        | Schneeberger, Schneeburg | spätgotischer Bau, mehrmals erweitert bzw. umgebaut |
| Lichtenwerth                                     | Münster                 | B   | 12. Jh.–heute     | Freundsberg, Türndl, Ruml, Mornauer, Inama | ehemalige Wasserburg (-wörth = Insel) |
| Neumatzen                                        | Münster                 | A   | vor 1890–heute    | Lipperheide | auch Schloss Lipperheide, historistisches Schlössel mit Park |
| Sigmundsburg                                     | Nassereith              | R   | vor 1463–um 1700  | Landesherren | von Sigmund für seine Gattin Eleonore auf einer Insel errichtet, nie vollendet, um 1700 schon öd                                                                            |
| Sterzinger Ansitz                                | Nassereith              | A   |                   | | |
| Fernstein                                        | Nassereith              | B   | vor 1288–heute    | Mühlhauser, Potzner, Tablat, Landesherr, Reinhart von Thurnfels | Höhenburg und Zollstätte, heute Hotel |
| Sonnenburg                                       | Natters                 | x   | um 1250–1960      | Freundsberg, Landesherren, Engelschalk | ehemalige Höhenburg, Verfall ab 16. Jh., bei Autobahnbau vollständig abgetragen                                                                                             |
| Waidburg                                         | Natters                 | A   | 1518–heute        | Yphofer, Herschl, Frankfurter, Deutenhofen, Stachelburg, Payr | als Edelsitz erbaut, auch Jagdschloss, zuletzt Jugenderholungsheim, heute Amtsgebäude                                                                                       |
| Sigmundsegg Altfinstermünz                       | Nauders                 | B T | 1472–heute        | | Grenzfestung von Siegmund erbaut, Turm steht mitten im Fluss |
| Naudersberg                                      | Nauders                 | B   | vor 1325–heute    | Landesherren, Trautmanndorff, Khuen | Burg 1499 zerstört, rasch wieder aufgebaut, heute Wohnsitz, Restaurant und Museum                                                                                           |
| Aufenstein                                       | Navis                   | R   | 1234–             | Auffenstein, Rottenburg, Landesherren, Villanders, Katzenstein | aus Resten und der Burgkapelle wurde 1475 die heutige Filialkirche errichtet, frühgotische Fresken                                                                          |
| Lengberg                                         | Nikolsdorf              | B   | 1190–heute        | Lechsgemünde, Stift Salzburg, Matrei, Graben | Sitz eines Landesgerichte, seit Beginn des 19. Jh. verfallen, heute Jugendherberge                                                                                          |
| Staudach, Mesnerhaus                             | Nußdorf-Debant          | A   |                   | Murgot | bis 1580 Ansitz, ab 1683 in bäuerlichem Besitz |
| Klamm                                            | Obsteig                 | B   | um 1225–heute     | Kemnat, Klamm, Mils, Landesherren, Frech, Clary-Aldringen | Höhenburg, frei stehender Bergfried |
| Schneggenhausen                                  | Obsteig                 | A   | vor 1468–heute    | | klassizistische Architekturmalerei um 1800 |
| Auenstein                                        | Oetz                    | r   | um 1200–          | Ronsberg, Ulten, Marstetten, Bischof von Brixen | |
| Heimatmuseum                                     | Oetz                    | T   | 1377–heute        | | Wohnturm, im 15., 17. und 18. Jh. um- und ausgebaut, Brand 1951, heute Museum                                                                                               |
| Zollerhof                                        | Patsch                  | A   | um 1550–heute     | Landesherren, Zoller von Zollershausen | Zollstätte, ab 1829 Wohngebäude |
| Ansitz Öttl                                      | Pettnau                 | A   | vor 1472–heute    | | Öttlhof, Fassade aus dem 18. Jh., heute Gasthof |
| Ladnerhof                                        | Pettnau                 | A   | um 1730–heute     | | auch Ansitz Sternbach, 1787 als Herrenhaus genannt |
| Turm zu Pettneu                                  | Pettneu am Arlberg      | A   | um 1400–heute     | Überrein | Turm des Jakob Überreiner, heute nur mehr zwei Mauern erhalten |
| Hörtenberg                                       | Pfaffenhofen            | R   | vor 1239–1706     | Eschenlohe, Landesherren, Matsch, Windeck, Welser, Burgau, Wolkenstein, Fieger, Spaur, Goldegg                                                                                          | durch Explosion 1706 großteils zerstört, heute steht noch der Bergfried |
| Pfundsturm Turm in Pfunds                        | Pfunds                  | T   | vor 1500–heute    | | Turm 1499 ausgebaut, 1755 ausgebaut, 1792–98 Lateinschule, dann Gasthaus zum Thurm                                                                                          |
| Loch, Burg                                       | Pinswang                | R   | 13. Jh.           | Hohenegg, Landesherren | kleine Höhenburg (von den Rettenberg-Hohenegg? erbaut), ab 1352 nicht mehr besetzt und verfallen, heute Mauerreste                                                          |
| Oberer Turm Turm im Felde                        | Prutz                   | A   | um 1250–heute     | Wal, Hofer, Payr | Turm im 15. Jh. und dann im 18./19. Jh. aus- und umgebaut, heute Wohnnutzung                                                                                                |
| Unterer Turm Turm in der Breite                  | Prutz                   | A   |                   | Wehingen, Wal, Payr, Sterzinger | Turm durch seitliche Anbauten erweitert |
| Ferklehen                                        | Ranggen                 | A   | vor 1355–heute    | Dum, Landesherren (Philippine Welser), Reinhardt, Vintler | heutige Gebäude stammen aus 1545–48, 1548 zum Edelsitz erhoben, nach Brand 1703 wieder aufgebaut                                                                            |
| Burgruine Oberes Schloss                         | Rattenberg              | A   |                   | | |
| Rattenberg                                       | Rattenberg              | R   | vor 1254–18. Jh.? | Bayerische Herzöge, Landesherren | bayerische Festung, ab 1504 endgültig bei Tirol, im 16. Jh. ausgebaut, 1782 als Ruine verkauft                                                                              |
| Kropfsberg                                       | Reith im Alpbachtal     | R   | vor 1286–         | Salzburger Erzbischöfe | ehemals große Burganlage (mit drei Türmen und zwei Ringmauern), seit 1592 Verfall, ab 1850 Bereiche saniert bzw. gesichert                                                  |
| Matzen, Schloss                                  | Reith im Alpbachtal     | B   | 1278–heute        | Freundsberg, Fieger, Ilsung, Fugger, Pock, Pfeifersberg | Burganlage mit großen Park. Schloss Neumatzen liegt in der Gemeinde Münster.                                                                                                |
| Münichau                                         | Reith bei Kitzbühel     | A   | 15. Jh.–heute     | Münichau, Lang von Wellenburg, Lamberg | kleines Schloss, Kapelle von 1469, heute Hotel |
| Ehrenberg                                        | Reutte                  | R   | um 1290–          | Grafen von Görz, Starkenberg, Teck, Gossembrot, Paumgartner, Landesherren | starke Festungsanlage und Zollstation, um 1800 verfallen |
| Ansitz Ehrenheim                                 | Reutte                  | A   | 16. Jh.–          | | |
| Payr                                             | Ried im Oberinntal      | A   | vor 1648–heute    | Payr | Ansitz der Rieder Linie der Payr, heute Alten- und Pflegeheim |
| Schweiglhaus                                     | Ried im Oberinntal      | A   | 18. Jh.–heute     | | gehörte zum Schloss Sigmundsried |
| Sigmundsried                                     | Ried im Oberinntal      | A T | 12. Jh.–heute     | Ried, Starkenberg, Landesherren, Payr, Schrofenstein, Rasp, Wehingen, Knillenberg, Sterzinger                                                                                           | Stammsitz der Herren von Ried (Turm zu Ried), von Siegmund zu Jagdschloss ausgebaut und umbenannt                                                                           |
| Sterzingerhaus Sailerhaus                        | Ried im Oberinntal      | A   | 16. Jh.–heute     | Sterzinger | Edelsitz der Sterzinger, Gerichtssitz, spätgotischer Bau |
| Enzenberg, Palais                                | Schwaz                  | P   | vor 1700–heute    | Enzenberg? | auf Vorgängerbau 1700–05 neu gebaut, nach 1809 erneuert |
| Freundsberg                                      | Schwaz                  | A   | um 1150–heute     | Freundsberg, Landesherren, Stöckl, Spaur, Kastner, Burglechner, Praun, Tannenberg | Wohnturm, 1634–37 Schlosskirche erbaut, heute Museum |
| Rathaus, Handelshaus                             | Schwaz                  | A   | 1505–heute        | Stöckl | [ 13 ] |
| Fugger-Wohnhaus =Ansitz Fugger                   | Schwaz                  | A   | 1525?–heute       | Fugger, | Ansitz der Fugger, heute Frauenkloster |
| Pfleggericht Schwaz                              | Schwaz                  | A   |                   | | |
| Truefer                                          | Schwaz                  | A   | um 1720?–heute    | Truefer | Ansitz der Truefer |
| Friedheim Roteturm-Schlössl                      | Schwaz                  | A   |                   | | |
| Jagdschloss Kühtai                               | Silz                    | A   | 1623–heute        | Landesherren | 1288 als Schwaighof genannt, 1623–28 zum Jagdschloss ausgebaut, heute Hotel                                                                                                 |
| St. Petersberg                                   | Silz                    | B   | vor 1200–heute    | Ulten?, Landesherren, Freundsberg, Fugger, Stöckl, Aldringen, Wolkenstein | Höhenburg, Gerichtssitz, 1857 durch Brand beschädigt, nach 1893 wieder aufgebaut, heute Ordenshaus                                                                          |
| Arlen                                            | St. Anton am Arlberg    | R   | vor 1250–1406     | Arlen, Rubein, Überrhein | während der Appenzellerkriege zerstört |
| Hospiz St. Christoph                             | St. Anton am Arlberg    | A   | 14. Jh.–1957      | | altes Hospiz mit Kapelle, 1957 abgebrannt |
| Dechanthof Chiemseehof                           | St. Johann in Tirol     | A   | um 1400–heute     | Bischöfe von Chiemsee | Sommer- bzw. Pastoralresidenz von 1446 bis 1808, Dekanatssitz seit 1621 |
| Forchtenstein                                    | St. Johann in Tirol     | r   | 12. Jh.? –1316    | Herren von Velben | 1316 zerstört. Der Wallgraben ist noch sichtbar |
| Leukenstein                                      | St. Johann in Tirol     | x   | 11.–13. Jh.       | Liuchinger ? Falkensteiner | Gerichtssitz für die Grafschaft im Leukental, wahrscheinlich durch einen Bergsturz verschüttet, der genaue Standort ist heute nicht mehr bekannt                            |
| Sperten                                          | St. Johann in Tirol     | r   | 12. Jh.–um 1300   | Pfalzgrafen von Ortenburg, Schönstetter | Anfang 14. Jh. verfallen, spärliche Reste (Halsgräben) sind noch sichtbar                                                                                                   |
| Tratzberg                                        | Stans                   | B   | vor 1300–heute    | Landesherren, Tänzl, Ilsung, Fugger, Stauber-Imhof, Halden, Tannenberg, Enzenberg | nach Brand ab 1500 ein Renaissanceschloss erbaut |
| Schrofenstein                                    | Stanz                   | R   | um 1170?–         | Schrofenstein, Trautson, Auersperg | ursprünglich Burg Churischer Ministerialen, ab 1850 verfallen |
| Steinach                                         | Steinach am Brenner     | B   | um 1300?–1855     | Landesherren, Katzenstein, Spaur, Wellinger-Schneeberg | auch Turm in Steinach, zum Jagdschloss von Maximilian I. ausgebaut, 1855 durch Brand zerstört; heute an dieser Stelle steht das Gerichts- bzw. Polizeigebäude               |
| Rotholz Thurnegg                                 | Strass im Zillertal     | B   | 1575–heute        | Landesherren, Tannenberg | Jagdschloss, heute Landwirtschaftsschule |
| Stumm, Schloss                                   | Stumm                   | B   | um 1550–heute     | Löffler, Spaur, Lodron | statt eines Amtshauses aus dem 12. Jh. errichtet, Edelsitz |
| Alt-Starkenberg                                  | Tarrenz                 | R   | vor 1217–1422     | Starkenberg | Stammsitz der Starkenberg, nach 1422 zerstört, Burgkapelle stand noch etwas länger, heute Mauerreste                                                                        |
| Gebratstein                                      | Tarrenz                 | R   | 13. Jh.–15. Jh.   | Starkenberg, Landesherren | 1521 erstmals genannt, nach der Niederwerfung der Starkenberger verfallen                                                                                                   |
| Neustarkenberg                                   | Tarrenz                 | B   | vor 1330–         | Starkenberg, Landesherren, Rottenburg, Hendlein, Colaus, Schurff, Coreth | Wohnturm, dann zum Schloss ausgebaut und barockisiert, seit 1809 Brauerei                                                                                                   |
| Widum Telfes                                     | Telfes im Stubai        | A   | 1450?–heute       | Landesherren? | ehemaliges fürstliches Jagdhaus, 1736/37 in Widum umgebaut |
| Ulrichhof Ansitz Granz                           | Thaur                   | A   | um 1300–heute     | | Meierhof des Hochstiftes Augsburg |
| Madleinhof Rumer Schlössl                        | Thaur                   | A   | vor 1493–heute    | Fieger, Umhauser | Ansitz der Fieger, 1605 barockisiert und Sommerresidenz der Jesuiten bis 1667, heute Pferdezucht                                                                            |
| Thaur, Burgruine                                 | Thaur                   | R   | vor 1200?–um 1600 | Landesherren, Thaur, Auffenstein, Ems, Walthauser, Helfenstein, Fieger, Sternbach | 1232 erstmals genannt, 1525 und 1537 Brände, seit Erdbeben 1670 zur Ruine verfallen, heute Freilichtbühne                                                                   |
| Wiesberg                                         | Tobadill                | B   | 13. Jh.–heute     | Wiesberg, Ramüss, Flachsberg, Landesherren, Rottenburg, Stuben, Schenk von Schenkenstein, Freysing, Haidenreich, Stredele, Welsperg, Pecchio, Clary und Aldringen, Wolkenstein-Rodenegg | die Kapelle wurde für den Bau der Bahnbrücke (Trisannabrücke) abgebrochen, seit 1889 im Besitz der Familie Landfried                                                        |
| Schneeberg, Schloss                              | Trins                   | B   | 13. Jh.–          | Trins, Ebner, Landesherren, Schneeberg, Wellinger, Zott, Payr von Caldif, Sarnthein | Burg, um 1600 in ein Renaissanceschloss umgebaut, nach Brand 1771 nur mehr Wirtschaftsgebäude schlossartig ausgebaut                                                        |
| Kalerhof Lanzenhof                               | Tristach                | ?A  | vor 1575–heute    | | spätbarocker Paarhof mit Herrenhaus aus dem 19. Jh. |
| Kolbenturm                                       | Tulfes                  | A T | 1247–heute        | Kolb, Landesherren, Rohr, Meillenstorffer, Passeyer, Fuchs, Coreth | Motte nach 1650 zunehmend verfallen, im 19 Jh. als Wohnsitz renoviert, heute zweigeschossiger Turmstumpf                                                                    |
| Straßfried                                       | Vill                    | R   | vor 1250–16. Jh.  | Landesherren, Helbling | ab 1450 verfallen |
| Vilsegg                                          | Vils                    | R   | um 1225–          | Vilsegg, Hohenegg, Landesherren, | Höhenburg bis nach 1710 bewohnt, dann verfallen |
| Pfleghaus „Schlössle“                            | Vils                    | A   | 16. Jh.–heute     | Hohenegg | Sitz der Pfleger der Hohenegg, Amtshaus, heute Museum |
| Rabenstein                                       | Virgen                  | R   | 12. Jh.–nach 1700 | Virgen, Landesherren, Erzstift Salzburg, Wolkenstein-Rodenegg | drittgrößte Burgenanlage Tirols, bis um 1500 „Burg Virgen“, seit 1703 unbewohnt und verfallend, nach 1963 umfangreiche Erhaltungsmaßnahmen                                  |
| Aschach                                          | Volders                 | B   | vor 1311–heute    | Volders, Fuerer, Rau(c)henberg, Buchheim, Schenk, Rottenbuch, Remich | Ansitz 1413 zerstört, 1586 zu Renaissanceschloss um- und ausgebaut |
| Friedberg                                        | Volders                 | B   | um 1230           | Andechs, Spieß, Landesherren, Fieger, Trapp | 1268 erstmals genannte mittelalterliche Spornburg, um 1500 ausgebaut, 1847–54 renoviert und um ein Geschoß aufgestockt                                                      |
| Hauzenheim Stachelburg                           | Volders                 | B   | vor 1278–heute    | Vögler, Dieperskircher, Liechtenstein, Waltenhofer, Händl, Bärenecker, Fuchs, Stachelburg, Crosina, Wicka, de Romedis von Fondo                                                         | Ansitz, seit 1890 Knaben- dann Jugendheim bis 1990, heute Schule |
| Gemeindeamt Turm zu Völs                         | Völs                    | ?T  | 12. Jh.–heute     | | als Turm zu Fells errichtet, mehrere Zubauten, heute Gemeindeamt und Museum                                                                                                 |
| Sigmundslust                                     | Vomp                    | A   | 1472–heute        | Landesherren, Hölzl, Ruml von Lichtenau, Stöckl, Westner, (C)Kastner, Stauber, Fieger, Riccabona, Biegeleben                                                                            | Wohnturm, dann Jagdschloss Ezh Sigismunds, um 1525 erste Druckerei Tirols, 1809 Brand, 1859 historistisch wieder aufgebaut                                                  |
| Mitterhart Gwercher Schlößl                      | Vomp                    | A   | 1515/20–heute     | Stauber, Fieger, Gwercher, Woertz | achteckiger Turm und Zwiebelhaube, um 1700 ausgebaut, seit 1938 Gasthof und Hotel                                                                                           |
| Kronburg                                         | Zams                    | R   | 1380–             | Starkenberg, Landesherren, Rindsmaul, Fieger | ab 1860 im Besitz mehrerer Schwesternorden |
| Sperrmauer Lötz                                  | Zams                    | ?R  | um 1500–heute     | | Befestigung aus drei Türmen, Turm beim Innufer im 19. Jh. zerstört, der mittlere Turm dient Wohnzwecken                                                                     |
| Fragenstein Weineck                              | Zirl                    | R   | um 1200–(1703)    | Andechs, Fragenstein, Landesherren, Hirschberg, Kärlinger (Charlinger), Ebenhausen, Weineck, Gumpp                                                                                      | Höhenburg, getrennt stehend der Weinecker Turm, 1703 zerstört und Ruine, ab 1933 Erhaltungsmaßnahmen, Teile heute bewohnt                                                   |
| Martinsbühel                                     | Zirl                    | B   | 1290–heute        | Martinsberg, Landesherren, Ramung | spätrömisches Kastell, frühmittelalterliche Burg, Jagdschloss, seit 1647 in bäuerlicher Hand, ab 1895 Lehrlings-, Erziehungsheim, seit 1947 Sonderschule, heute Wohngebäude |

## Erklärung
Erklärung zu den Spalten:
Name: Gebäude (Ansitz bis Villa), Burgruine, Adressen sind kursiv
Ort: Gemeinde; Ort oder Ortsteil
Typ: Gebäudetyp: B b Burg, Schloss, A a Ansitz, T t (Wohn)turm, R r Burgruine, P Palais, V Villa, x nicht mehr vorhanden; Großbuchstaben denkmalgeschützt, Kleinbuchstaben nicht denkmalgeschützt
Zeitraum: Zeitpunkt der Errichtung, Ende der Bewohnung bzw. Nutzung
Geschlechter: Geschlechter, die dieses Gebäude als Stammsitz hatten oder besaßen
Anmerkungen: Namensvarianten; zusammenfassende Angaben